# CompuMate
El CompuMate de Spectravideo es una ampliación que convierte a la videoconsola Atari 2600 en un ordenador doméstico

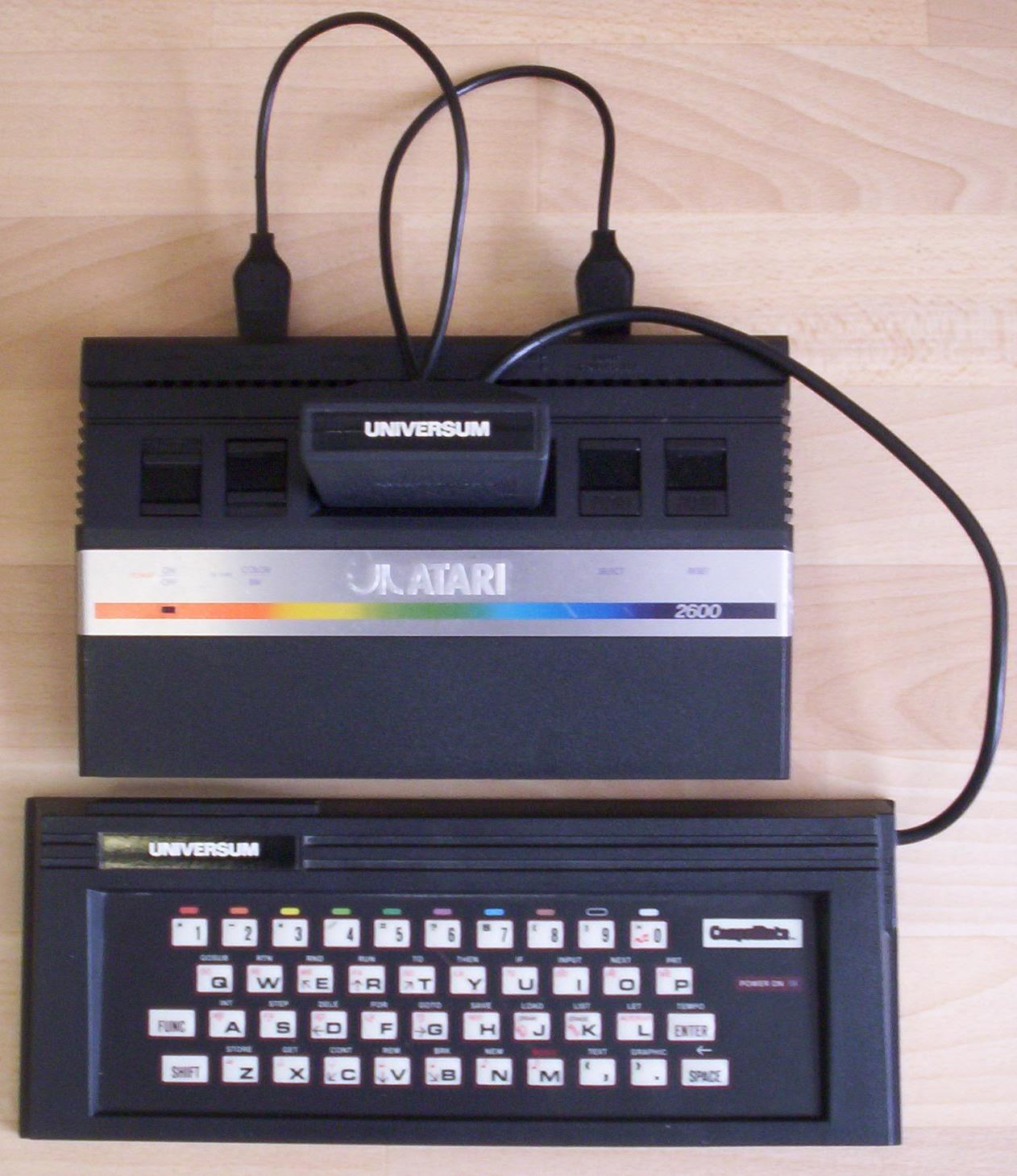
Atari 2600 Junior + CompuMate

Consiste en un cartucho (que alberga la ROM de 16 Kb y las 2 Kb de RAM) del que salen dos cables conectores de joystick (para conectarlos en los puertos de la consola) y un teclado de membrana con 42 teclas, diseñado para colocarse en la repisa de las viejas VCS (en una Junior debe ponerse sobre la mesa). Junto al cable que lo conecta al cartucho hay dos entradas para la interfaz de casete (idénticas a las del Sinclair ZX Spectrum para salvar/cargar los programas a 300 baudios. El teclado se lee en los puertos de Joystick, pues excepto la interfaz de casete, para todo lo demás usa el hard de la 2600.
En el cartucho se encuentra:
1. El intérprete Microsoft BASIC
2. Un pequeño sintetizador musical
3. Un simple programa de dibujo

Además hay almacenados algunos dibujos y sonidos disponibles para su uso.
Se entrega con un pequeño manual en papel.
En Alemania lo vende la compañía de ventas por catálogo QUELLE, bajo su marca UNIVERSUM.
El Compumate pertenece a una pequeña familia de expansores para la 2600 que trataban de hacerle un hueco en el campo de los ordenadores. Otros conocidos son:
1. Expandir de Ultronics.
2. Graduate de Atari.
3. Piggyback de Entex.